# クスノハカエデ
クスノハカエデ Acer itoanum (Hayata) H. L. Li はカエデの１種。ただしその葉はモミジ状ではなく、また常緑性である。沖縄では普通に産する。

## 特徴
常緑の高木。大きいものでは高さ15m、太さ50cmに達する。若枝は無毛で赤みを帯び、古くなると灰色を帯びる。
葉は2年生で有花茎には1～2対、無花茎には1～4対を生じる。葉身は薄い革質で卵形から広卵形、基部は丸くて時にくぼみ（円脚から心脚）、先端は急に尖るかやや伸び出して尖る（鋭尖頭から尾状鋭尖頭）。長さは4.5～10cm、幅は2～5cmで、葉柄は1cmほど。縁は滑らか（全縁）で、時にわずかに三裂する。表面は緑色、裏面は白みを帯び、いずれも無毛か、あるいは裏面に柔らかい毛がある。葉脈は三行脈が明らかで、側脈は3～5対、細脈と網状脈が表からも裏からも見て取れる。
雄性両全性同株を示す。花期は3月で、複散房状に30個ほどの花を纏めてつける。花序は枝先につき、径は2～3cm、花梗は5～10mm、小花梗は3～6mm、全体に白い毛が多い。花は淡黄色。花は放射相称の5数性、萼裂片と花弁をそれぞれ5個持ち、また花盤が発達している。萼片は披針形で花弁よりやや短い。花弁は線状披針形で長さは2mm程度。両性花は花盤の内側に普通は8個の雄しべを持ち、雄しべは長さ1.5mmほど。その中央には渦巻き状に伸びた花柱がある。子房には白い縮毛が密生する。雄性花は同様に8個の雄しべを持つが、両性花のそれより大きく、またそれらの中央には退化的な雌しべが残っている。退化雌しべには白い毛が密生する。
果実は2個の分果からなり、それぞれよく発達した果翼がある。また多少の柔らかい毛がある。個々の分果は長さ約2cmで、2つの果翼は鋭角になっている。果実の本体部分は凸面状で長さ5～6mm、幅3～4mm、翼の部分は幅5mm程度。
和名は葉がクスノキに似ることによる。

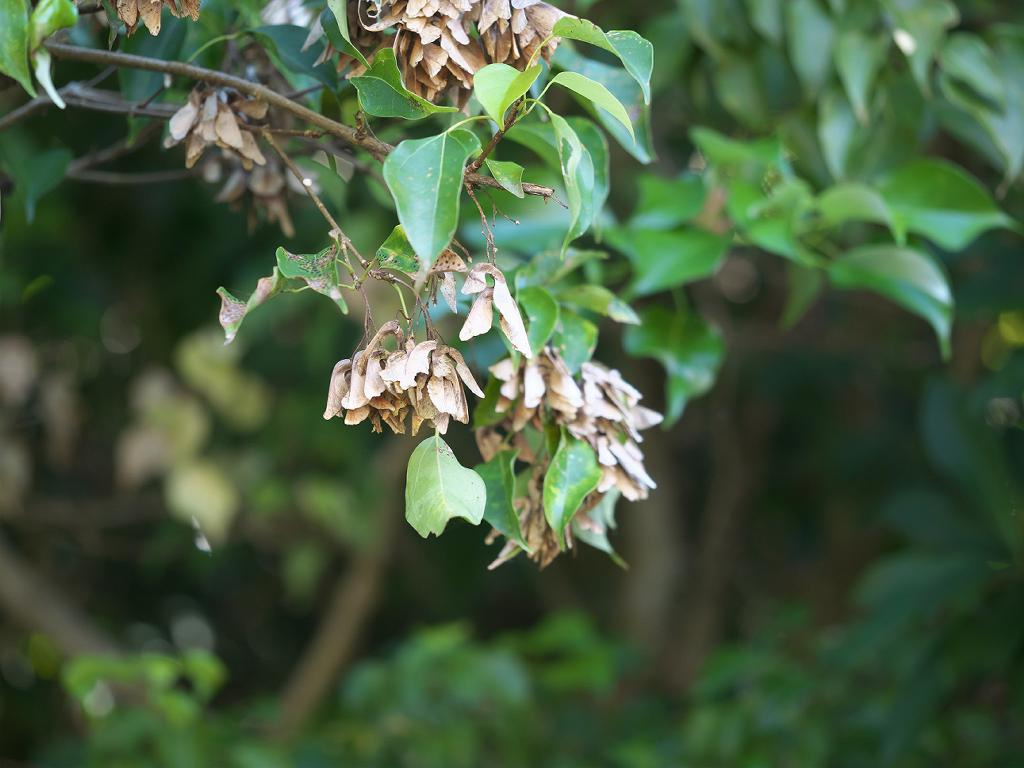
果実の様子

## 分布と生育環境
初島(1975)では沖永良部島、与論島、沖縄本島のみとしてあり、この地域の固有種であるとしている。牧野原著(2017)では奄美大島以南の琉球列島とあり、両者の間にある佐竹他編著(1989)では『奄美以南の琉球』としてあるが、奄美には括弧で沖永良部島、与論島とあり、奄美大島に存在するのかどうかよく分からない。環境省の公開している公開メッシュには奄美大島の生育地は示されていない。また国外の分布に関しては初島(1975)は固有種と記してあり、牧野原著(2017)では言及がない。佐竹他編(1989)では台湾にも分布する旨が記されており、その後継書である大橋他編(2016)もこれを継承している。下記、本種を独立種とした Hui-Lin Li(1952)は本種を琉球列島の固有種としている。この論文は琉球列島と台湾のカエデ属を纏めたものなので、少なくともこの時点では本種が台湾に分布するものではないとされていたことが分かる。
海岸地域、特に石灰岩地の森林に出現し、また宅地や御嶽などに植栽されるのも見かける。山地の森林にも見られる。

## 分類など
初島(1975)では本種の学名を A. oblongum ssp. itoanum としており、基本亜種はヒマラヤから中国南西部に分布するもの、としている。佐竹他編(1919)もこれを踏襲しているが、牧野原著(2017)は独立種に扱っている。本種を独立しに認めた Hui-Lin Li(1952)は A. oblongum に対して本種は葉がより小さくて短く、そして卵形を帯びる点、先端が急に突き出している(鋭尖頭)こと、基部が丸いか心形であること、そおれに果実がより小さく、また小花梗に毛が多い点などからはっきり区別できる、としている。

## 保護の状況
環境省のレッドデータブックでは絶滅危惧II類に指定されており、県別では鹿児島県で準絶滅危惧II類に指定されている。沖縄県には指定がないが、分布域は狭いもののその範囲ではごく普通種であることによると思われる。

## 利用など
庭園樹、街路樹、防風樹などの目的で植栽されることがある。また材は堅く緻密で割裂が少なく工作が容易で、建築材、家具材として重要視される。また葉が緑肥に用いられた。
沖縄本島の中部から北部の地域には伝統祭事としてウンジャミ祭祀があり、これは海神祭とも言われる。その祭祀の際に女神人がお祓いに用いる植物の束に本種が使われる。沖縄本島の塩屋湾の周辺では本種を山の神の祭事に用いる地域もあるという。それらではおおむねススキの束に本種、あるいはそれに形の似た十字対生に葉をつける植物が用いられるという。